# Kenny & vänner
Kenny & vänner är en talkshow som hade premiär på TV4 i januari 2008. Programledare är den före detta racerföraren Kenny Bräck. Programmet spelades in under hösten/vintern 2007 och går ut på att Kenny Bräck möter kända personer från olika delar av världen. I personliga intervjuer samtalar Bräck med sina gäster; Mark Knopfler, Izabella Scorupco, Johnny Rotten och David Letterman.
"Programidén går ut på att vi träffar en internationell kändis som jag har en relation till. Och att vi möter den personen i sin hemmiljö eller i en miljö som den tycker är schyst."